# حقیمی عظیم
حقیمی عظیم (انگلیسی: Haqimi Azim؛ زادهٔ ۶ ژانویهٔ ۲۰۰۳) بازیکن فوتبال است.
وی همچنین در تیم‌های ملی فوتبال امید و بزرگسالان مالزی بازی کرده است.